# Couzon
Couzon – miejscowość i gmina we Francji, w regionie Owernia-Rodan-Alpy, w departamencie Allier.

## Demografia
Według danych na rok 1990 gminę zamieszkiwało 290 osób, a gęstość zaludnienia wynosiła 15 osób/km². W styczniu 2015 r. Couzon zamieszkiwały 294 osoby, przy gęstości zaludnienia wynoszącej 15,2 osób/km².